# Ambaland Forces
Les Ambaland Forces (en français : « Forces d'Ambaland ») sont un groupe armé séparatiste qui opèrent dans les deux régions anglophones du Cameroun, le Nord-Ouest et le Sud-Ouest. En juillet 2018, ils sont décrits comme un petit groupe d'« autodéfense » composé de 10 à 30 hommes. 
Ils coopèrent avec des groupes armés plus importants, comme les Forces de défense de l'Ambazonie (FDA), les Forces de défense du Cameroun méridional (FDCM) et les Tigres de l'Ambazonie.